# Hoàng Hoa, Thương Châu
Hoàng Hoa (黄骅市) là một thành phố cấp huyện thuộc địa cấp thị Thương Châu, tỉnh Hà Bắc, Cộng hòa Nhân dân Trung Hoa. Thành phố Hoàng Hoa có diện tích 1544 km2, dân số 419.700 người. Thành phố này có chiều dài bờ biển là 65,8 km. Hoàng Hoa được chia thành 3 nhai đạo, 4 trấn và 7 hương. Chính quyền đóng tại trấn Hoàng Hoa.
- Nhai đạo: Hoa Trung, Hoa Đông, Hoa Tây.
- Trấn: Hoàng Hoa, Nam Bài Hà, Cựu Thành, Lữ Kiều.
- Hương: Thường Quách, Tề Gia Vụ, Thằng Trang Tử, hương dân tộc Hồi Dương Nhị Trang, hương dân tộc Hồi Tân Thôn, hương dân tộc Hồi Dương Tam Mộc.